# Burk (Germania)
Burk è un comune tedesco di 1 187 abitanti, situato nel land della Baviera.